# 中華民國—美國關係史 (賴清德時期)
本條目是中華民國與美利堅合眾國在賴清德擔任中華民國總統時，雙邊之關係史。

## 2024年

### 就職前
2024年1月13日，民主進步黨候選人賴清德當選中華民國總統後，美國總統拜登僅表示「美國不支持臺灣獨立」。國務卿布林肯以及聯邦眾議院議長、榮譽議長、聯邦參議院外交委員會主席卡登、聯邦眾議院外交委員會主席麥考爾、聯邦眾議院美國與中國共產黨戰略競爭特別委員會（美中戰略競爭委員會）主席等國會議員則發表祝賀聲明。
2024年2月22日，美國聯邦眾議院美中戰略競爭委員會主席加拉格爾訪問臺灣，並會見總統蔡英文、副總統賴清德與副總統當選人蕭美琴、立法院長韓國瑜。
2024年3月31日，美國在台協會主席羅森伯格訪台，並會見總統蔡英文、副總統暨總統當選人賴清德、立法院長韓國瑜、台灣民眾黨主席柯文哲。羅森柏格在會見賴清德時表示，兩岸關係的和平與穩定，與美台的利益緊密相關。由於羅森伯格在總統選舉後再度訪台，被解讀是來關切賴清德的就職演說。4月19日，羅森伯格指出當時「我們與他談得很愉快，他很清楚政策優先順序，包括他對維持現狀的承諾，我們當然非常歡迎」。

### 就職後
2024年5月20日，總統當選人賴清德、副總統當選人蕭美琴宣誓就職，美國慶賀團團長為前總統特別助理兼國家經濟委員會主任，慶賀團成員包括前副國務卿、美國在臺協會（AIT）前理事主席卜睿哲、AIT主席羅森伯格等人，AIT臺北辦事處長孫曉雅隨行。前國務卿蓬佩奧則以個人身分出席就職典禮。美國國務卿布林肯於美東時間19日再次祝賀賴清德，稱其為「台灣第五位民選總統」，並期待與賴清德繼續合作。布林肯亦表示，期待華盛頓與台北深化關係，維護台灣海峽兩岸的和平與穩定。
美國對於中国人民解放军东部战区於5月23－24日在臺灣與金門、馬祖周邊展開演習一事，陸續表示意見。
2024年5月24日，美國在台協會、捷克經濟文化辦事處、澳洲辦事處、英國在台辦事處、加拿大駐台北貿易辦事處、德國在台協會、日本台灣交流協會、立陶宛貿易代表處發佈聯合新聞稿，支持台灣有意義地參與世界卫生组织（WHO），並以观察员身份參與世界卫生大会（WHA）。
2024年5月26日，美國總統拜登在西点军校畢業典禮上，重申「我們堅定維護台海和平穩定，我一向樂意在需要使用武力時，保護我們的國家、我們的盟友、我們的核心利益，誰膽敢對美軍動武，我們就會伸張正義」。同日，美國聯邦眾議院外交委員會主席麥考爾訪台，對於美國對台軍售延宕狀況，承諾會繼續向行政部門施壓，要求盡速交付。
2024年6月4日，拜登接受《時代雜誌》專訪表示，他清楚告訴中國國家主席习近平，歷任美國總統的政策是，美國不尋求台灣獨立，若中國試圖片面改變現狀，美國也不會不防衛台灣。並表示不排除動用美國軍力，但要這和派遣陸海空軍力有明顯差別。
2024年6月15日，七大工業國組織在義大利召開領袖會議，會後發布的《聯合公報》重申維護台海兩岸和平與穩定對國際安全與繁榮不可或缺，並支持台灣有意義地參與國際組織，包括WHA與WHO技術會議，在不需要國家地位的前提條件下以會員身分參與，或在此條件下以觀察員或來賓身分參與。G7強調有關台灣的基本立場沒有改變，呼籲各方和平解決台海兩岸問題。
2024年7月7日，總統賴清德接見德州州長訪問團，艾伯特此行也為「美國德州駐台辦事處」開幕剪綵，並與經濟部簽署「經濟發展意向聲明」。
2024年7月18日，法新社報導美國共和黨總統候選人、前總統川普日前在接受《彭博商业周刊》訪問時，被問到如果贏得11月大選是否會保衛台灣，川普表示非常了解並尊敬台灣人民，但「他們確實拿走了我們百分之百的晶片業務」，認為台灣應該付給美國保护费。另表示「你知道我們與保险公司差不多，但台灣沒有給我們什麼」。中華民國外交部表示，對於美國大選候選人的發言，外交部一貫立場就是沒有評論。但也說明美國政界有出面強調台灣與台美關係的重要性，並指出台灣也一直透過對美軍購來加強自我防衛能力。同日，川普在共和黨全國代表大會演說時提到「戰火正在歐洲與中東肆虐，愈來愈多衝突陰影籠罩台灣、北韓、菲律宾與整個亞洲。我們的星球正處於第三次世界大戰邊緣，而因為武器，這將是場前所未有的戰爭。」強調「如果我是總統，這一切就不會發生」。
2024年9月10日，美國聯邦眾議院無異議通過《台灣衝突嚇阻法案》，如果中國對台發動攻擊、禁運、抵制等行為時，將公布中國高層領導人及其親屬在美國的資產，並進一步凍結或停止提供金融服務。法案仍需送交聯邦參議院同意後正式成為法律。
2024年9月19日，美國副國務卿坎貝爾出席聯邦眾議院外交委員會的「印太區域強權競爭」聽證會時，眾議員巴爾詢問「決議確實提到蔣介石，但未觸及台灣地位？」坎貝爾對此回應「是的，確實如此。中國以《聯合國大會第2758號決議》與外交手段為工具，來主張台灣在联合国的地位不合法。」
2024年9月30日，美國總統拜登動用「總統撥款權」（Presidential Drawdown Authority, PDA）批准對台灣提供5.67億美元軍援。
2024年10月15日，川普出席芝加哥經濟俱樂部（Economic Club of Chicago）被問到如果台灣被中國入侵，美國是否會保衛台灣，川普並未直接回應，只回答「他們（中國）現在做（軍演）的理由，是因為他們不會在（我當選總統）之後做（出兵台灣）」；美國副總統、民主黨總統候選人賀錦麗在回應媒體詢問相同問題時，重申相信一中政策，也相信台灣有權自我防衛。早前於10月7日在哥倫比亞廣播公司（CBS）的《60分鐘》節目受訪時指出，美國必須確保維持一中政策，包括支持台灣有能力自我防衛。至於美國是否出兵保台，則回應不討論假設性問題。
2024年10月24日，美國國務院發言人對於南非政府要求中華民國駐南非代表處搬遷一事，表示「我們鼓勵所有國家擴大與台灣接觸」。台灣與全球的夥伴關係，為這些國家的公民提供重大、永續的利益。
2024年10月26日，川普再度點名臺灣，指出「你知道嗎，台灣，他們偷了我們的晶片事業……還指望保護。」表示如果再度當選總統，將對台灣進口的晶片課徵關稅。川普的副總統候選人范斯在的節目中則表示，乌克兰的重要性不如其它地區，尤其是台灣，強調台灣是全球半导体生產的領導者。「台灣生產這麼多電腦晶片，這是所有經濟成長的推手，萬一中國拿下台灣，對我們將真的很不利。」
2024年11月5日，川普當選美國總統。6日，中華民國總統賴清德透過X（原Twitter）發文祝賀川普勝選，並表示對台美的夥伴關係有信心。川普團隊核心的歐布萊恩轉發賴清德的祝賀文，並表示這對美國及合作夥伴來說，是一個美好的夜晚。中華民國駐美國代表俞大㵢並致送賴清德的賀函予歐布萊恩，再由其轉交川普。
2024年11月15日，亚太经济合作组织（APEC）中華臺北領袖代表林信義與美國國務卿布林肯在秘魯利馬會晤。17日，林信義在APEC峰會與美國總統拜登於場邊會晤，除感謝拜登長期對台支持，並期待將來有機會訪台，拜登則說「I will」；拜登亦與中國國家主席習近平在APEC峰會會晤，拜登呼籲停止在台灣周邊進行破壞穩定的軍事行動，重申美國反對任何一方單方面改變現狀，台海和平穩定符合全球利益。習近平則表示台灣問題是中國紅線，不容挑戰，美國想要維護台海和平，關鍵是要明確反對台獨。
2024年12月6日，美國總統當選人川普在接受全国广播公司（NBC）專訪時，主持人三問如果中國入侵台灣，是否承諾保台，川普回應「我絕不表態」、「我不會表態，因為我得要談判，對吧？」、「我更希望他們不要這麼做，我與習主席『有非常好的關係』，我們一直在溝通」。
2024年12月9日，總統賴清德接見奧克拉荷馬州州長史提特訪問團。
2024年12月21日，美國總統拜登批准對台灣提供5.713億美元軍援。

## 2025年
2025年1月16日，美國前副總統彭斯訪台，期間會晤總統賴清德與副總統蕭美琴。
2025年1月20日，中華民國立法院長韓國瑜率領慶賀團，出席美國總統當選人川普的就職典禮。
2025年2月9日，美國在世界卫生组织（WHO）會議中表示，「台灣曾是世衛觀察員，自2009到2016年，今天沒有理由排除他們的參與，其對世界有幫助，因此美國將持續我們長久的政策，支持台灣有意義參與國際論壇，包括世界衛生組織，《聯合國大會第2758號決議》並未排除台灣參與聯合國體系，這不能當作排除台灣的依據。」
2025年2月13日，美国国务院更新官網的美台關係現況，刪除「不支持台獨」，新增「期待兩岸分歧能以不受脅迫、兩岸人民都能接受的方式解決」等文字。16日，美國在台協會表示，美國長期反對片面改變現狀，「中國是當前對台海和平和穩定的唯一且最大威脅」，並重申維持遵守美國的「一個中國」政策，這項政策是以《臺灣關係法》、「美中三公報」與對台「六項保證」為指引。
2025年3月4日，美國總統川普與台積電董事長暨總裁魏哲家在白宮宣布，台積電再投資至少1,000億美元，用於興建3座晶圓廠、2座先進封裝廠等設施。川普提到台灣在晶片生產上擁有「壟斷」地位，擴大投資對美國而言是關乎經濟安全、國家安全的問題。台積電也可多元化布局，在另一個安全的地方生產。並表示此舉將可避免晶片進口美國被課徵大幅關稅。川普被問及若中國試圖孤立台灣或拿下台灣，台積電新投資計畫是否可能將晶片對美國的衝擊降到最低。川普回答「我不能說降到最低。顯然，那將會是一場災難。但是至少這（指台積電投資）會讓我們對這個非常非常重要生意擁有某種形勢，讓我們在美國擁有很大一部分。所以，若台灣有事，這會有很大影響。」5日，川普在國會聯席會議發表演說，其中提到台積電時表示「就在昨天，台灣台積電，全球最大，市佔率97%的半导体公司，宣布投資1,650億美元，在美國建造全球最大的晶片生產設施，而且我們沒有給他們任何資金。」並再次批評《晶片與科學法》（CHIPS and Science Act）是一個可怕的法案，美國花了數千億美元卻毫無意義，這些企業拿錢卻不做支出。川普表示「只要在美國設廠，他們就不用支付關稅。我們不需要給他們錢，我們只需要保護我們的企業與人民。」8日，川普再度提及台灣「偷走」美國的晶片產業，但改口「我不怪他們，反而佩服他們」，並將責任指向前任的拜登政府，認為原本可以輕易地保護美國的晶片產業，另提到過去由執行長葛洛夫領導的英特尔，但隨著他的去世，美國逐漸失去了晶片產業，現在幾乎完全轉移到台灣。
2025年3月15日，七大工業國組織在加拿大召開外長會議，會後發布的《聯合聲明》表示，G7會員國強調維護台海和平穩定的重要性，鼓勵和平解決兩岸問題，並重申反對任何單方面透過武力或脅迫改變現狀的企圖，也支持台灣有意義參與適當的国际组织。在《關於海上安全與繁榮宣言》中，亦重申對台基本政策不變，強調台海和平穩定對國際安全與繁榮至關重要。與先前聲明不同的是，這次提到台灣時，未提及「一個中國」政策。
2025年3月16日，亞利桑那州州長率團訪台，期間會見總統賴清德以及在該州投資的台積電高層。19日，阿拉斯加州州長鄧利維率團訪台，亦會見總統賴清德。
美國對於中国人民解放军东部战区於4月1－2日在臺灣與金門、馬祖周邊展開演習一事表達意見。

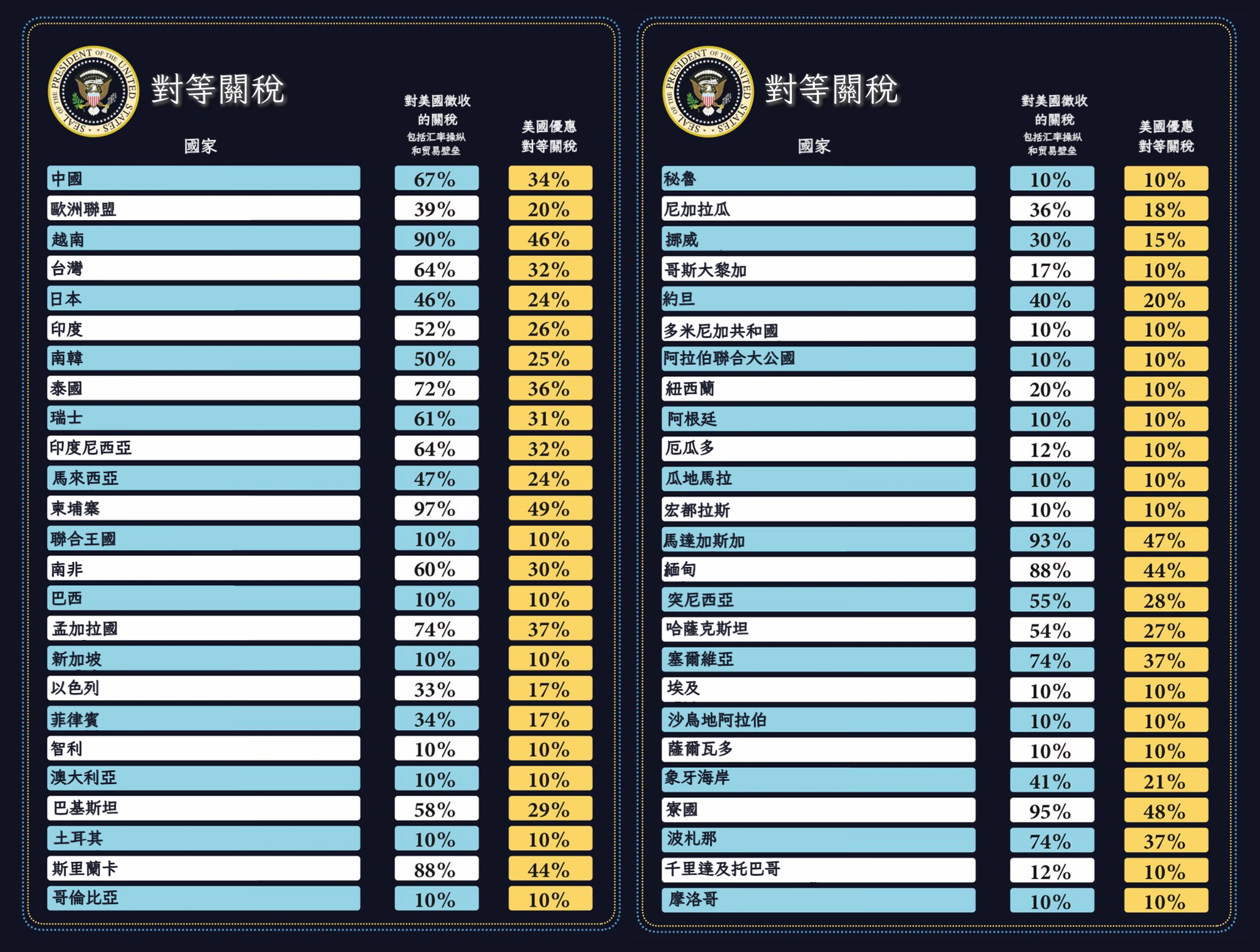
川普公布的對等關稅稅率（部分，中譯版）。

2025年4月3日，美國總統川普對台灣課徵32%的「對等關稅」，並稱台灣「奪走了我們所有的电子计算机和半導體晶片」，「台灣是全球大部分先進半導體的生產地，台灣將面臨32%的關稅」。商務部長盧特尼克表示「我們的所有電子產品主要是在台灣製造，以前是在國內製造，我們的政策讓台灣拿走一切。現在，我們生活仰賴的東西正在9,000英里之外的地方製造，川普說『拜託，這些必須在國內生產』」，「我們都拿iPhone，我們愛iPhone，為什麼iPhone要在台灣或中國製造，為什麼不能在美國用机器人技術生產」。中華民國行政院認為稅率強烈不合理，並未實際反映台美經貿實際狀況，對此表示高度遺憾，行政院長卓榮泰指示對美國提出嚴正交涉。並於4日召開「因應美國關稅 我國出口供應鏈支持方案」記者會，將推出9大面向、20項措施，共880億新臺幣的協助方案，其中工業挹注700億，農業180億。6日，總統賴清德針對台美談判的議題提出5點作法。7日透過X（原Twitter）發文強調台灣不尋求對美國徵收報復性關稅，而是從雙邊「零關稅」開始討論，確保台灣的競爭力，也將增加對美採購與投資。9日投書彭博社提出「台美零關税」、「擴大採購美國產品」、「增加對美投資」和承諾「消除非關税貿易障礙」4點策略處理這情況。10日川普宣布對75國的高額關稅措施暫緩90天實施。美國貿易代表11日與台灣及以色列的代表討論關稅問題。
2025年4月23日，美國常駐聯合國代表團副政治參事吳婷（Ting Wu）在联合国安全理事会批評中國濫用《聯合國大會第2758號決議》，試圖孤立台灣，扭曲他國政策並限制他國選擇，該項決議未排除台灣有意義地參與聯合國體系與其他多邊機制。
2025年5月1日，中華民國行政院副院長鄭麗君、行政院經貿談判辦公室總談判代表楊珍妮等官員，就對等關稅、非關稅貿易障礙與台美各項經貿合作等議題，與美國展開首輪實體磋商。
2025年5月5日，美國聯邦眾議院先後通過《台灣保證實施法案》（Taiwan Assurance Implementation Act）、《台灣國際團結法案》（Taiwan International Solidarity Act），該法案要求美國應該利用其自身的影響力，來抵制中華人民共和國通過《聯合國大會第2758號決議》遏制台灣的外交參與。
2025年6月17日，七大工業國組織在加拿大召開領袖會議，會後發布的「主席總結」強調維護台海和平穩定的重要性，與同年3月召開的外長會議皆未提及「一個中國」政策。
2025年6月24日，美國聯邦眾議院無異議通過《不歧視台灣法案》（Taiwan Non-Discrimination Act），指示美國運用話語權及表決權大力支持台灣加入國際貨幣基金組織（IMF）。法案尚須參議院通過文字一致的版本，送交白宮由總統簽署後正式生效。
2025年7月18日，美國聯邦眾議院通過《2026年國防部撥款法案》（Department of Defense Appropriations Act），其中涉台修正案表明「本法所撥款或以其他方式提供的任何資金，都不得用於製作、採購或展示任何將臺灣、金門、馬祖、澎湖、烏坵、綠島或蘭嶼描繪為中华人民共和国领土一部分的地圖。」
2025年7月23日，美國國務院對於南非片面將台灣駐處更名與降級一事表示失望，指出北京試圖將台灣孤立於國際社會，並限制其他國家在與台灣互動方面的主權選擇，包括向其他國家施壓，要求斷絕或降級與台灣的關係。美國將持續支持台灣、支持兩岸和平穩定，反對任何片面改變現狀的企圖。
2025年8月1日，美國總統川普簽署行政命令，公布最新各國修正後的對等關稅，其中對臺灣課徵20%的「暫時性」關稅，是在20%加上該貨品原有的最惠國稅率與任何反傾銷或反貼補稅。中華民國總統賴清德表示，政府將在後續的談判中，爭取對臺灣更有利、更合理的最終稅率。
2025年8月18日，美軍《星條旗報》報導，在密西根州舉行的「北方打擊」聯合演習有超過500名台灣官兵參加，且台灣至少自2021年以來就一直「悄悄」派遣部隊參演。

## 對臺軍售與美軍動態
賴清德時期的美國對臺灣軍售與美國海、空軍在臺灣周邊動態。

### 對臺軍售
| 年分   | 日期     | 項目 | 價值 美元 | 備註   |
| ------ | -------- | --- | --------- | ------ |
| 2024年 | 6月6日   | F-16戰隼戰鬥機的標準以及非標準備用與修理零件、相關設備。                                                                                              | 3億       | [ 73 ] |
| 2024年 | 6月18日  | 彈簧刀300自殺型無人機720架（內含35架全套裝備飛彈）與具火控系統型無人機101架、ALTIUS 600M-V反裝甲攻擊無人機系統291架，以及相關後勤與維修保養訓練費用。 | 3.602億   | [ 74 ] |
| 2024年 | 9月16日  | 空軍「開放式零附件修理回運」案。 | 2.28億    | [ 76 ] |
| 2024年 | 10月26日 | 國家先進地對空防空飛彈系統（NASAMS）與相關設備11.6億美元，以及AN/TPS-77、AN/TPS-78雷達系統與相關設備8.28億美元。                                      | 19.88億   | [ 78 ] |
| 2024年 | 11月30日 | F-16型機後維關鍵性器材及AESA雷達後勤支援3.2億美元，以及資通電軍「戰術區域通信系統後續維持」6,500萬美元。                                              | 3.85億    | [ 79 ] |
| 2024年 | 12月21日 | Link-16終端機升級案2.65億美元，以及76快砲座零附件作業維持費3,000萬美元。                                                                              | 2.95億    | [ 80 ] |

### 美軍動態

#### 海軍
| 年分   | 日期     | 種類                                   | 備註       |
| ------ | -------- | -------------------------------------- | ---------- |
| 2024年 | 8月22日  | 芮爾夫·強生號驅逐艦                    | [ 81 ]     |
| 2024年 | 9月17日  | P-8波賽頓海上巡邏機                    | 隸屬海軍。 |
| 2024年 | 10月20日 | 希金斯号驱逐舰                         | [ 註 11 ]  |
| 2025年 | 2月10日  | 芮爾夫·強生號驅逐艦、鮑迪奇號測量艦    | [ 83 ]     |
| 2025年 | 4月23日  | 威廉·P·劳伦斯号驱逐舰、MQ-4C海神侦察机 | [ 84 ]     |

#### 空軍
| 年分 | 日期 | 種類 | 備註 |
| ---- | ---- | ---- | ---- |
| ＿年 |      |      |      |